# Олімпік (стадіон, Ульцинь)
Стадіон Олімпік (чорн. Stadion Olimpik, алб. Stadioni Olimpik) — багатофункціональний стадіон в Ульцині, Чорногорія. В основному використовується для футбольних матчів і має місткість 1500 місць.

## Історія
Стадіон побудований у 1970-х роках готельною компанією Velika Plaža, яка досі є власником поля. Стадіон побудований на березі Адріатичного моря, на найдовшому піщаному пляжі в Чорногорії — Велика Плажа. Використовується переважно для проведення футбольних матчів і приймає домашні ігри ФК «Отрант». Місткість стадіону — 1500 місць.
У зимові місяці, завдяки гарному клімату та умовам проживання в Ульцині, стадіон використовується для виставкових матчів, турнірів, тренувань та підготовки багатьох футбольних команд з регіону (Чорногорія, Сербія, Албанія, Косово, Боснія і Герцеговина та Хорватія). Крім «Олімпіка», в спортивному центрі Велика Плажа є ще три футбольних поля.
Поле має розміри 105х70 метрів. Між трибунами та полем розташована легкоатлетична доріжка.